# Heat Waves
Heat Waves (englisch für „Hitzewellen“) ist ein Indie-Pop-Song der britischen Indie-Rock-Band Glass Animals aus dem Jahr 2020, der von Dave Bayley interpretiert, geschrieben und produziert wurde. Es wurde als Single aus dem im August 2020 erschienenen Album Dreamland ausgekoppelt und war bei dem Computerspiel FIFA 21 der Titelsong. Heat Waves gehört Stand 2022 zu den 20 meistgespielten Songs aller Zeiten auf Spotify.

## Hintergrund
Der Song behandelt die melancholische Stimmung nach einer verflossenen Liebe. Der Song entstand nachts, als Bayley in den Sternenhimmel schaute.
Im Musikvideo sieht man Dave Bayley mit einem Handkarren, bepackt mit Monitoren, durch Londoner Straßen ziehen. Die Reise endet auf der Bühne einer leeren Halle, die anderen Bandmusiker sind auf den Monitoren zu sehen. Es spielt auf die Konzertverbote aufgrund der COVID-19-Pandemie an.
Die Cover von Single und Album entsprechen beide der Ästhetik des Vaporwave.

## Mitwirkende
- Dave Bayley (Komposition, Text, Produktion, Interpretation, Schlagzeug, Gitarre, Keyboard, Programmierung, Streicher, Synthesizer, Gesang, Studiopersonal, Aufnahme)
- Scott Desmarais (Studiopersonal, Mischassistenz)
- Paul Epworth (Produktion, Koproduktion)
- Robin Florent (Studiopersonal, Mischassistenz)
- Chris Galland (Studiopersonal, Mischtechnik)
- Chris Gehringer (Studiopersonal, Mastering)
- Jeremie Inhaber (Studiopersonal, Mischassistenz)
- Chloe Kramer (Studiopersonal, Aufnahmeassistenz)
- Andrew MacFarlane (Interpretation, Gitarre, Programmierung, Streicher)
- Manny Marroquin (Studiopersonal, Abmischung)
- Riley McIntyre (Studiopersonal, Aufnahme)
- Luke Pickering (Studiopersonal, Aufnahmeassistenz)
- Will Quinnell (Studiopersonal, Masteringassistenz)
- Joe Seaward (Interpretation, Schlagzeug)
- Edmund Irwin Singer (Interpretation, Gitarre, Programmierung)[3][4]

## Kommerzieller Erfolg

### Chartplatzierungen
| ChartsChartplatzierungen       | Höchstplatzierung | Wochen |
| ------------------------------ | ----------------- | ------ |
| Deutschland (GfK)              | 2 (117 Wo.)       | 117    |
| Österreich (Ö3)                | 2 (81 Wo.)        | 81     |
| Schweiz (IFPI)                 | 1 (147 Wo.)       | 147    |
| Vereinigte Staaten (Billboard) | 1 (91 Wo.)        | 91     |
| Vereinigtes Königreich (OCC)   | 5 (140 Wo.)       | 140    |

| ChartsJahrescharts (2021)      | Platzierung |
| ------------------------------ | ----------- |
| Deutschland (GfK)              | 19          |
| Österreich (Ö3)                | 10          |
| Schweiz (IFPI)                 | 9           |
| Vereinigte Staaten (Billboard) | 16          |
| Vereinigtes Königreich (OCC)   | 8           |

| ChartsJahrescharts (2022)      | Platzierung |
| ------------------------------ | ----------- |
| Deutschland (GfK)              | 2           |
| Österreich (Ö3)                | 1           |
| Schweiz (IFPI)                 | 1           |
| Vereinigte Staaten (Billboard) | 1           |
| Vereinigtes Königreich (OCC)   | 7           |

| ChartsJahrescharts (2023)    | Platzierung |
| ---------------------------- | ----------- |
| Deutschland (GfK)            | 68          |
| Österreich (Ö3)              | 46          |
| Schweiz (IFPI)               | 32          |
| Vereinigtes Königreich (OCC) | 50          |

### Auszeichnungen für Musikverkäufe
| Land/Region                  | Auszeichnungen für Musikverkäufe (Land/Region, Auszeichnung, Verkäufe) | Verkäufe   |
| ---------------------------- | ---------------------------------------------------------------------- | ---------- |
| Australien (ARIA)            | 23× Platin                                                             | 1.610.000  |
| Brasilien (PMB)              | 3× Diamant                                                             | 480.000    |
| Dänemark (IFPI)              | 3× Platin                                                              | 270.000    |
| Deutschland (BVMI)           | 3× Platin                                                              | 1.200.000  |
| Frankreich (SNEP)            | Diamant                                                                | 333.333    |
| Griechenland (IFPI)          | 3× Platin                                                              | 60.000     |
| Indien (IMI)                 | 51× Platin                                                             | 6.120.000  |
| Italien (FIMI)               | 4× Platin                                                              | 400.000    |
| Kanada (MC)                  | Diamant                                                                | 800.000    |
| Neuseeland (RMNZ)            | 9× Platin                                                              | 270.000    |
| Österreich (IFPI)            | 5× Platin                                                              | 150.000    |
| Polen (ZPAV)                 | Diamant                                                                | 250.000    |
| Portugal (AFP)               | 6× Platin                                                              | 60.000     |
| Schweden (IFPI)              | 3× Platin                                                              | 240.000    |
| Schweiz (IFPI)               | 6× Platin                                                              | 120.000    |
| Spanien (Promusicae)         | 3× Platin                                                              | 180.000    |
| Vereinigte Staaten (RIAA)    | Diamant                                                                | 10.000.000 |
| Vereinigtes Königreich (BPI) | 5× Platin                                                              | 3.000.000  |
| Zentralamerika (CFC)         | 2× Platin                                                              | 140.000    |
| Insgesamt                    | 126× Platin · 7× Diamant ·                                             | 25.683.333 |